# C19H31NO
化学式C19H31NO（摩尔质量：289.46 g/mol）可以指：
- 苄环烷，CAS号：2179-37-5
- 苯甲酰十二胺，CAS号：33140-65-7

|  | 这个同类索引页列出了具有相同分子式的化学物（即同分異構體）条目。 除非您是有意链接至本页，否则应将相应条目的内部链接指向正确的条目。 |